# Steffenshagen (Pritzwalk)
Steffenshagen ist ein Ortsteil der Stadt Pritzwalk im Landkreis Prignitz in Brandenburg.

## Geografie
Der Ort liegt sieben Kilometer nordwestlich von Pritzwalk. Die Nachbarorte sind Illenpuhl und Felsenhagen im Nordosten, Kammermark im Osten, Hasenwinkel im Südosten, Schönhagen im Süden, Groß Langerwisch im Südwesten, Jakobsdorf im Westen sowie Triglitz im Nordwesten.

## Geschichte
Die erste schriftliche Erwähnung von Steffenshagen stammt aus dem Jahr 1325. Darin wurde der Ort unter „Steuinshagin“ verzeichnet. Bis 1816 gehörte der Ort zum Kreis Pritzwalk in der Provinz Prignitz; ein Teil der Kurmark der Mark Brandenburg und kam anschließend zum Kreis Ostprignitz. Ab 1952 gehörte Steffenshagen zum Kreis Pritzwalk im Bezirk Potsdam. Seit dem 6. Dezember 1993 ist der Ort ein Teil des heutigen Landkreises Prignitz.

## Bauwerke
Die Liste der Baudenkmale in Pritzwalk enthält drei Einträge zum Ort. Darunter die im 14. Jahrhundert erbaute evangelische Dorfkirche Steffenshagen.